# Pycnonotus brunneus
Pycnonotus brunneus е вид птица от семейство Pycnonotidae.

## Разпространение
Видът е разпространен в Бруней, Индонезия, Малайзия, Мианмар, Сингапур и Тайланд.